# 子俞弥
子俞弥（？—？），又称泄堵俞弥、泄堵寇、堵叔，春秋时期郑国的公子，父亲郑文公，母苏女，同母兄公子瑕。
前653年，郑文公杀死以讨好齐国。管仲说，郑国有叔詹、堵叔、师叔三个贤明的人执政，还不能去钻空子。前640年夏，郑国公子士、泄堵寇率军攻入滑国。前636年，郑国公子士、泄堵俞弥再次率军伐滑国。子俞弥去世的很早。